# Giorgio Chiellini
Giorgio Chiellini (Pisa, 14 augustus 1984) is een Italiaans voormalig voetballer die als centrale verdediger en als linksback uit de voeten kon. Hij speelde voor Livorno, Fiorentina, Juventus en Los Angeles FC. Hij werd liefst negen keer landskampioen van Italië. Chiellini debuteerde in 2004 in het Italiaans voetbalelftal en speelde meer dan 100 interlands. Hij won als aanvoerder het EK 2020 met Italië.

## Clubcarrière

### Livorno
Op zesjarige leeftijd kwam Giorgio Chiellini in de jeugd van Livorno terecht. In het seizoen 2000/01 zat Chiellini voor de eerste keren in de wedstrijdselectie van Livorno, dat in de Serie C speelde. Hij maakte zijn debuut op 14 januari 2001 tegen Alessandria nadat hij Giacomo Lorenzini verving. In zijn eerste seizoen kwam hij drie keer met een korte invalbeurt in actie. In het seizoen daarop speelde Chiellini vijf wedstrijden in de Serie C en alle groepswedstrijden in de Coppa Italia. Chiellini promoveerde met Livorno naar de Serie B. Chiellini speelde in zes Serie B-wedstrijden en één keer in de Coppa Italia. In het seizoen 2003/04 brak Chiellini door met 41 gespeelde wedstrijden in de Serie B. Op 8 oktober 2003 scoorde hij zijn eerste doelpunt, tegen ACR Messina. Later dat seizoen scoorde Chiellini nog drie doelpunten en promoveerde Livorno naar de Serie A.

### Fiorentina
Chiellini verruilde in 2004 Livorno voor Juventus. Dat betaalde 6,5 miljoen euro voor hem, maar streek zelf direct 3,5 miljoen op door een mede-eigendomsovereenkomst met Fiorentina, waar Chiellini in het seizoen 2004/05 voor uitkwam. Chiellini werd een basisspeler voor Fiorentina en debuteerde in de Serie A tegen AS Roma op 12 september 2004. Op 31 oktober 2 scoorde Chiellini als linkervleugelverdediger zijn eerste doelpunt voor Fiorentina, tegen US Lecce. Chiellini speelde dat seizoen 42 wedstrijden, waarvan 37 in de Serie A. Het lukte Fiorentina om te handhaven.

### Juventus
Na een eerste seizoen in de Serie A bij Fiorentina haalde Juventus Chiellini terug en kocht de club voor €4,3 miljoen het contract met Fiorentina af. Op 15 oktober 2005 debuteerde Chiellini voor Juventus tegen ACR Messina nadat hij Pavel Nedvěd verving. Op 18 oktober speelde Chiellini voor het eerst een internationale wedstrijd, in de Champions League tegen Bayern München. Na rust kwam hij het veld op voor de in de kleedkamer achtergebleven Manuele Blasi. Chiellini speelde 23 wedstrijden in zijn eerste seizoen en Juventus eindigde bovenaan in de Serie A. Deze titel werd echter afgepakt door het Italiaans voetbalschandaal uit 2006. In het seizoen daarop moest Juventus in de Serie B spelen en begon Juventus met negen punten aftrek. In de Serie B begon Chiellini als centrale verdediger te spelen. In oktober 2006 verlengde Chiellini zijn contract bij Juventus tot 2011. Chiellini speelde 32 competitiewedstrijden en drie wedstrijden in de Coppa Italia. Twee van die doelpunten maakte hij tegen Arezzo, in een wedstrijd die met 5-1 gewonnen werd. Met die winst promoveerde Juventus, ondanks het puntenaftrek, terug naar de Serie A. In die competitie speelde Chiellini in het seizoen 2007/08 dertig wedstrijden. Hij maakte drie doelpunten, waarvan twee in april 2008 bij een 5-1-winst tegen Lazio. Op 26 juni 2008 verlengde Chiellini zijn contract bij Juventus tot 2013. Hij uitte daarbij zijn wens ooit aanvoerder van Juventus te worden. Chiellini maakte zijn eerste doelpunt in Europees verband in de eerste wedstrijd van het seizoen 2008/09 tegen Petržalka. Chiellini werd verkozen tot 'Serie A-Verdediger van het Jaar' in 2008. Juventus werd in de achtste finale van de Champions League uitgeschakeld door Chelsea. In de thuiswedstrijd werd Chiellini van het veld gestuurd na twee gele kaarten. Juventus eindigde in de Serie A op de tweede plaats achter Inter Milan.

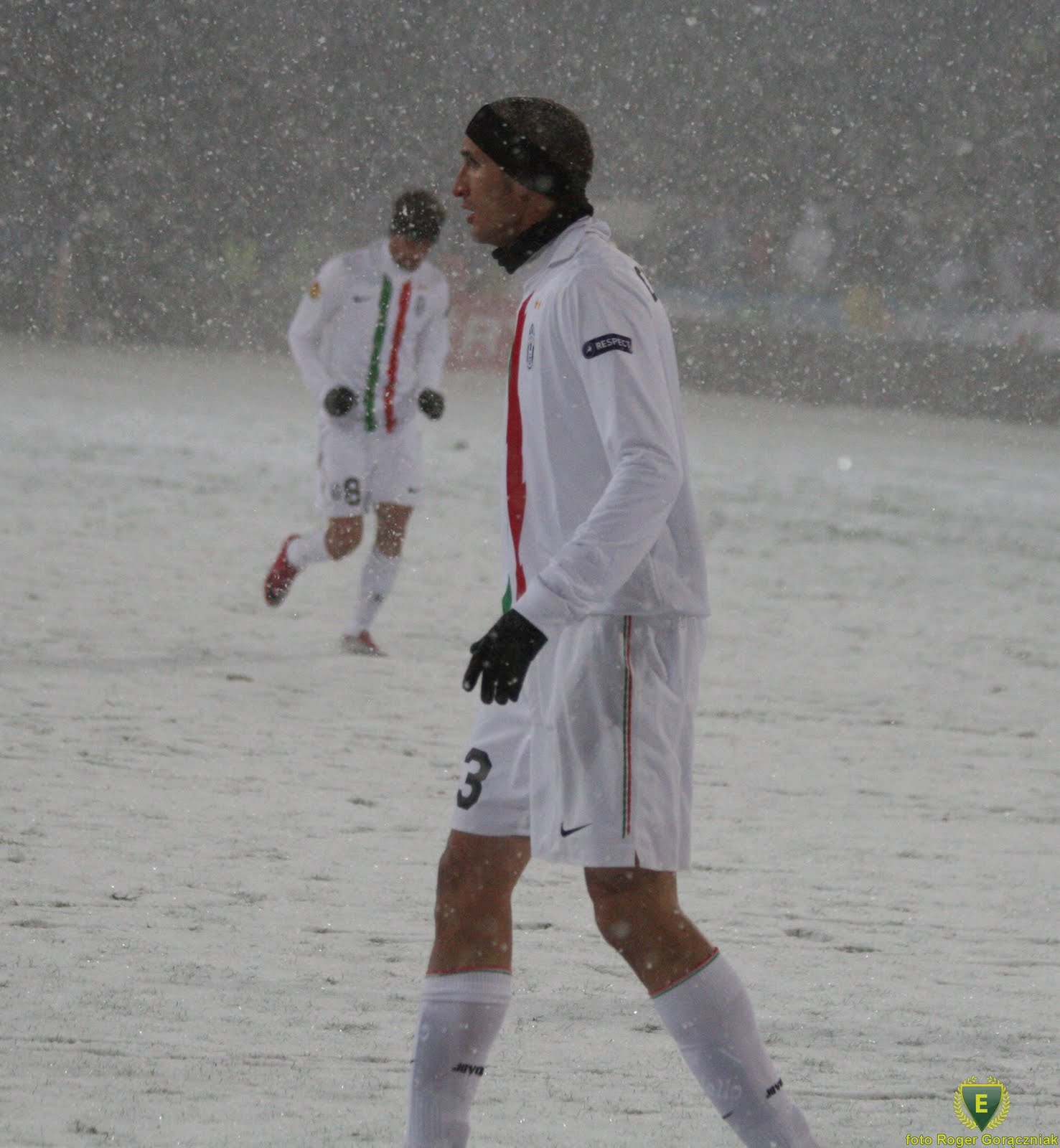
Chiellini in de sneeuw in 2010 in het shirt van Juventus

Juventus werd in het seizoen 2009/10 uitgeschakeld in de achtste finale van de Europa League door uiteindelijk finalist Fulham. Chiellini miste beide wedstrijden. In de Serie A eindigde Juventus op de zevende plek. Op 23 november 2010 verlengde Chiellini voor de derde keer zijn contract bij Juventus. Zijn nieuwe contract bond Chiellini tot 2015 bij Juventus, en bezorgde Chiellini een fikse verhoging aan jaarsalaris. In het seizoen 2010/11 kwamen Leonardo Bonucci en Andrea Barzagli naar 'De oude dame' toe. Dit ging niet ten koste van Chiellini, die 43 wedstrijden speelde dat seizoen. Wel moest hij eens uitwijken naar de linksback-positie. In de Serie A eindigde Juventus opnieuw zevende. Na de komst van Antonio Conte als trainer van Juventus speelde Chiellini enkele wedstrijden weer op de linksback-positie. In de tweede seizoenshelft speelde Juventus met drie centrale verdedigers. Juventus won voor de 28e keer in de geschiedenis de Serie A, Chiellini werd voor het eerst kampioen van Italië. Juventus verloor geen enkele wedstrijd en kreeg met afstand het minste aantal doelpunten tegen. Het enige verlies van Juventus dat seizoen kwam in de finale van de Coppa Italia tegen Napoli. Datzelfde Napoli werd in de Supercoppa na verlenging wel verslagen. Chiellini kon er bij deze wedstrijd niet bij zijn. Op 20 oktober 2012, opnieuw tegen Napoli, speelde Chiellini voor het eerst met de aanvoerdersband van Juventus om. Juventus won deze wedstrijd met 2-0. In de Champions League bereikte Juventus de kwartfinale, het verst waar Chiellini op dat moment gekomen was in de Champions League. In beide wedstrijd won de uiteindelijke kampioen Bayern München met 2-0. Voor het tweede seizoen op rij won Juventus met Chiellini de Serie A. Op 7 oktober 2013, de dag nadat Chiellini scoorde tegen AC Milan, verlengde Chiellini zijn contract bij Juventus tot 2017. Voor de tweede keer in de geschiedenis van Juventus zette de clubs een reeks van minimaal drie jaar in bij het winnen van de Serie A. Juventus werd in de halve finale van de Europa League in het seizoen 2013/14 uitgeschakeld door SL Benfica.
Op 22 december 2014 verloor Chiellini met Juventus de Supercoppa van Napoli. Na de reguliere speeltijd en de verlenging was er geen beslissing, waarna Chiellini een van de negen spelers was die een penalty nam en een van de vier spelers was die een penalty miste voor Juventus in de strafschoppenreeks. Juventus pakte de Italiaanse dubbel in het seizoen 2014/15. Met zeventien punten meer dan AS Roma werd beslag gelegd op de Serie A-titel en Chiellini won als aanvoerder de finale van de Coppa Italia van Lazio. Chiellini zelf scoorde in de reguliere speeltijd de gelijkmaker, waarna Juventus de verlenging won. Ook bereikte Juventus voor het eerst in twaalf jaar de finale van de Champions League. Onderweg naar de finale miste Chiellini geen minuut. Echter kon Chiellini in de finale zelf tegen FC Barcelona niet meespelen. Zonder Chiellini verloor Juventus met 3-1. Chiellini kon ook niet meedoen aan de Supercoppa van 2015 tegen Lazio Roma. Deze wedstrijd met 2-0 gewonnen door Juventus. Chiellini kon later in het seizoen ook niet meedoen tegen in de achtste finale van de Champions League tegen Bayern München. De Duitse ploeg won het tweeluik na verlenging. Na meerdere blessures van Chiellini won Juventus voor het tweede seizoen op rij de dubbel. Juventus pakte negen punten meer dan Napoli in de Serie A. In het laatste competitieduel tegen Sampdoria speelde Chiellini zijn 400e wedstrijd in het shirt van Juventus, was hij aanvoerder en scoorde hij. In de finale van de Coppa Italia werd AC Milan na 120 minuten verslagen. Op 23 december 2016 scoorde Chiellini in de Supercoppa het openingsdoelpunt tegen hetzelfde AC Milan. Toch werd deze wedstrijd na de strafschoppenserie verloren. Net als in 2015 zat Juventus in 2017 dicht bij de treble. Opnieuw werd de finale van de Coppa Italia gewonnen van Lazio Roma (2-0). Chiellini speelde als aanvoerder de volledige wedstrijd. In de Serie A maakte AS Roma en Napoli het Juventus lastig, maar werd Juventus voor het zesde seizoen op rij kampioen van Italië. In de Champions League stond Juventus in de finale opnieuw tegen een Spaanse ploeg, Real Madrid. Onderweg naar de finale scoorde Chiellini in de kwartfinale tegen Barcelona. Chiellini startte in de basis in de finale in Cardiff en speelde de wedstrijd uit. Juventus verloor met 4-1 van de toenmalige Champions League-houder.
Op 13 augustus 2017 verloor Chiellini met Juventus de Supercoppa Italiana van Lazio Roma. Chiellini werd samen met ploeggenoot Buffon opgenomen in het 'Team of the Year' van de UEFA voor 2018. Het was voor het eerst dat Chiellini in dit team stond. Chiellini en Juventus hielden in de Serie A Napoli achter zich en werden voor de zevende keer op rij Italiaans kampioen. Juventus won opnieuw de dubbel, ook de Coppa Italia werd gewonnen door in de finale AC Milan te verslaan (4-0). Chiellini kon echter niet meespelen door een blessure. Op 29 juni 2018 verlengde Chiellini zijn contract bij Juventus tot 2020. Hij werd ook de nieuwe aanvoerder van 'I Bianconeri' na het vertrek van Buffon naar Paris Saint-Germain. Op 16 januari 2019 won Chiellini voor het eerst een prijs als aanvoerder van Juventus. De Supercoppa tegen AC Milan werd na één doelpunt van Ronaldo gewonnen. Op 12 maart 2019 in het Champions League-duel met Atlético Madrid werd Chiellini de vijfde speler die vijfhonderd wedstrijd voor Juventus speelde. Hij ging hiermee Del Piero, Buffon, Scirea en Furino achterna. Deze wedstrijd werd met 3-0 gewonnen, waardoor Juventus zich ondanks het 2-0 verlies in Madrid kwalificeerde voor de kwartfinale. Chiellini won voor het achtste seizoen op rij de Serie A met Juventus. Nog nooit eerder werd een club acht keer achter elkaar kampioen in een van de vijf grootste competities. Chiellini en Barzagli waren de enige spelers die bij elk van de acht titels aanwezig waren.
Op 30 augustus 2019 scheurde Chiellini zijn voorste kruisband in de knie tijdens een training. Na een operatie moest Chiellini een groot deel van het seizoen missen.
Op 16 mei speelde Chiellini zijn laatste wedstrijd voor Juventus. Na zeventien minuten werd hij naar de kant gehaald middels een publiekswissel. Deze zeventien minuten refereerden naar de zeventien seizoenen die hij voor de club uitkwam. Chiellini maakte bekend dat wanneer Italië zich had weten te plaatsen voor het WK 2022 in Qatar, hij nog langer bij Juventus zou zijn gebleven. In datzelfde seizoen stopte hij tevens als international.

### Los Angeles FC
In juni 2022 werd bekend dat Chiellini op 7 juli 2022 (opening Amerikaanse transfermarkt) de overstap maakten aar Los Angeles FC, waar hij tekende voor achttien maanden tot eind 2023. Bij Los Angeles FC was hij tijdens zijn eerste seizoen ploeggenoot van Gareth Bale. Op 12 december 2023 maakte hij bekend zijn voetballoopbaan te beëindigen.

## Clubstatistieken
| Seizoen         | Club              | Competitie      | Competitie | Competitie | Beker | Beker | Internationaal | Internationaal | Overig | Overig | Totaal | Totaal |
| Seizoen         | Club              | Competitie      | Wed.       | Dlp.       | Wed.  | Dlp.  | Wed.           | Dlp.           | Wed.   | Dlp.   | Wed.   | Dlp.   |
| --------------- | ----------------- | --------------- | ---------- | ---------- | ----- | ----- | -------------- | -------------- | ------ | ------ | ------ | ------ |
| 2000/01         | AS Livorno Calcio | Serie B         | 3          | 0          | 1     | 0     | —              | —              | —      | —      | 4      | 0      |
| 2001/02         | AS Livorno Calcio | Serie B         | 5          | 0          | 8     | 0     | —              | —              | 2      | 0      | 15     | 0      |
| 2002/03         | AS Livorno Calcio | Serie B         | 6          | 0          | 1     | 0     | —              | —              | —      | —      | 7      | 0      |
| 2003/04         | AS Livorno Calcio | Serie B         | 41         | 4          | 1     | 0     | —              | —              | —      | —      | 42     | 4      |
| Club totaal     | Club totaal       | Club totaal     | 55         | 4          | 11    | 0     | 0              | 0              | 2      | 0      | 68     | 4      |
| 2004/05         | Fiorentina        | Serie A         | 37         | 3          | 5     | 0     | —              | —              | —      | —      | 42     | 3      |
| Club totaal     | Club totaal       | Club totaal     | 37         | 3          | 5     | 0     | 0              | 0              | 0      | 0      | 42     | 3      |
| 2005/06         | Juventus          | Serie A         | 17         | 0          | 0     | 0     | 6              | 0              | —      | —      | 23     | 0      |
| 2006/07         | Juventus          | Serie B         | 32         | 3          | 3     | 1     | —              | —              | —      | —      | 35     | 4      |
| 2007/08         | Juventus          | Serie A         | 30         | 3          | 2     | 0     | —              | —              | —      | —      | 32     | 3      |
| 2008/09         | Juventus          | Serie A         | 27         | 4          | 1     | 0     | 8              | 1              | —      | —      | 36     | 5      |
| 2009/10         | Juventus          | Serie A         | 32         | 4          | 2     | 0     | 6              | 1              | —      | —      | 40     | 5      |
| 2010/11         | Juventus          | Serie A         | 32         | 2          | 2     | 0     | 9              | 2              | —      | —      | 43     | 4      |
| 2011/12         | Juventus          | Serie A         | 34         | 2          | 3     | 0     | —              | —              | —      | —      | 37     | 2      |
| 2012/13         | Juventus          | Serie A         | 24         | 1          | 0     | 0     | 8              | 0              | —      | —      | 32     | 1      |
| 2013/14         | Juventus          | Serie A         | 31         | 3          | 1     | 0     | 11             | 0              | 1      | 1      | 44     | 4      |
| 2014/15         | Juventus          | Serie A         | 28         | 0          | 4     | 1     | 12             | 0              | 1      | 0      | 45     | 1      |
| 2015/16         | Juventus          | Serie A         | 24         | 1          | 4     | 0     | 6              | 0              | —      | —      | 34     | 1      |
| 2016/17         | Juventus          | Serie A         | 21         | 2          | 2     | 0     | 9              | 1              | 1      | 1      | 33     | 4      |
| 2017/18         | Juventus          | Serie A         | 26         | 0          | 4     | 0     | 7              | 0              | 1      | 0      | 38     | 0      |
| 2018/19         | Juventus          | Serie A         | 25         | 1          | 2     | 0     | 6              | 0              | 1      | 0      | 34     | 1      |
| 2019/20         | Juventus          | Serie A         | 4          | 1          | 0     | 0     | 0              | 0              | —      | —      | 4      | 1      |
| 2020/21         | Juventus          | Serie A         | 17         | 0          | 4     | 0     | 3              | 0              | 1      | 0      | 25     | 0      |
| 2021/22         | Juventus          | Serie A         | 21         | 0          | 3     | 0     | 1              | 0              | 1      | 0      | 26     | 0      |
| Club totaal     | Club totaal       | Club totaal     | 425        | 27         | 37    | 2     | 92             | 5              | 7      | 2      | 561    | 36     |
| 2022/23         | Los Angeles FC    | MLS             | 25         | 1          | 0     | 0     | 7              | 0              | 0      | 0      | 32     | 1      |
| Club totaal     | Club totaal       | Club totaal     | 25         | 1          | 0     | 0     | 7              | 0              | 0      | 0      | 32     | 1      |
| Carrière totaal | Carrière totaal   | Carrière totaal | 542        | 35         | 53    | 2     | 99             | 5              | 9      | 2      | 703    | 44     |

Chiellini won met Italië –19 in 2003 het Europees kampioenschap voetbal mannen onder 19. Chiellini maakte zijn debuut in het Italiaans voetbalelftal in november 2004 in een wedstrijd tegen Finland. Sindsdien wordt hij regelmatig opgesteld. Daarnaast maakte hij deel uit van het olympisch elftal dat in 2004 brons won in het voetbaltoernooi op de Olympische Zomerspelen. Op 21 november 2007 scoorde Chiellini zijn eerste doelpunt voor het Italiaanse nationale elftal, in een EK-kwalificatie-wedstrijd tegen de Faeröer. Chiellini werd door Roberto Donadoni geselecteerd voor het EK 2008. Dit was het eerste eindtoernooi voor Chiellini. Hij miste slechts de openingswedstrijd tegen Nederland. Italië werd in de kwartfinale uitgeschakeld door de uiteindelijke kampioen Spanje na een strafschoppenreeks.

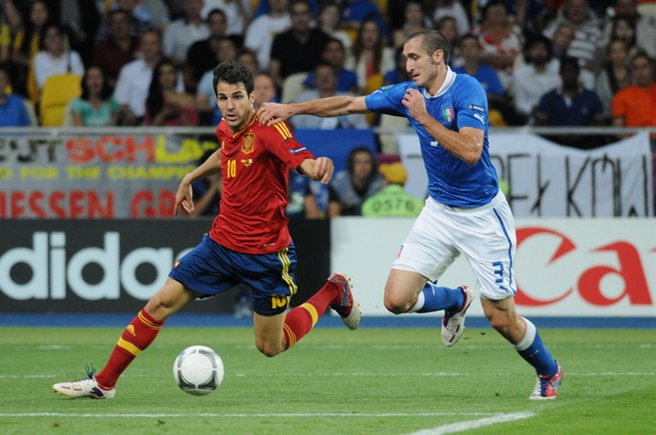
Chiellini in duel met Cesc Fàbregas tijdens de EK-finale in 2012

In de zomer van 2009 mocht Chiellini met Italië meedoen aan de Confederations Cup. Italië werd uitgeschakeld in de groepsfase, maar Chiellini miste geen minuut. Weer een jaar later selecteerde Marcello Lippi de verdediger voor het WK 2010. Het lukte Italië niet om de wereldbeker te verdedigen en ze werden uitgeschakeld in de groepsfase zonder een duel te winnen. Opnieuw miste Chiellini geen minuut. Chiellini nam met Italië eveneens deel aan het Europees kampioenschap voetbal 2012 in Polen en Oekraïne, waar de ploeg van bondscoach Cesare Prandelli de finale bereikte. Daarin verloor de La Squadra Azzurra met 4–0 van titelverdediger Spanje. Chiellini viel in de finale in de 21ste minuut uit wegens een blessure en moest zijn plaats afstaan aan Federico Balzaretti.
Chiellini eindigde met Italië als derde op de Confederations Cup van 2013. In de groepsfase scoorde Chiellini voor het eerst op een eindtoernooi, tegen Brazilië in de groepsfase. Nadat Italië in de halve finale werd uitgeschakeld door Spanje, won Italië de wedstrijd om de derde plaats van Uruguay. Beide wedstrijden eindigden in een strafschoppenserie. Een jaar later werd Italië, net als in 2010, uitgeschakeld in de groepsfase van het WK. Chiellini speelde wel elke minuut mee. In de wedstrijd tegen Uruguay werd Chiellini gebeten door Luis Suárez, waarna de Uruguayaanse spits voor vier maanden geschorst werd. Op 10 oktober 2014 scoorde Chiellini driemaal in een EK-kwalificatieduel tegen Azerbeidzjan (2–1): tweemaal in het doel van de tegenstander, één keer in eigen doel.
Chiellini werd op 23 mei 2016 opgenomen in de selectie voor het Europees kampioenschap voetbal 2016 in Frankrijk. Italië werd in de kwartfinale na strafschoppen uitgeschakeld door Duitsland, nadat Chiellini scoorde in de achtste finale tegen Spanje. Het lukte Italië niet om te kwalificeren voor het WK 2018. Nadat ze in de kwalificatiegroep achter Spanje eindigde, verloren ze de play-off van Zweden. Na het pensioen van Gianluigi Buffon bij het nationale elftal van Italië werd Chiellini de aanvoerder van het nationale elftal. Op 17 november 2018 speelde Chiellini zijn honderdste interland, in de Nations League tegen Portugal. Hij werd na Pirlo, Buffon, Maldini, Zoff, De Rossi en Cannavaro de zevende speler die minimaal honderd interlands speelde voor Italië. Chiellini werd op 36-jarige leeftijd als aanvoerder meegenomen naar het EK 2020, dat in 2021 gespeeld werd. Italië wist in de finale Engeland te verslaan na penalty's. Het was de eerste grote prijs voor Chiellini met Italië.

## Erelijst
| Kampioen Serie A    | 9× | 2011/12, 2012/13, 2013/14, 2014/15, 2015/16, 2016/17, 2017/18, 2018/19, 2019/20 |
| Kampioen Serie B    | 1× | 2006/07                                                                         |
| Coppa Italia        | 5× | 2014/15, 2015/16, 2016/17, 2017/18, 2020/21                                     |
| Supercoppa Italiana | 3× | 2013, 2018, 2020                                                                |

| Competitie         | Winnaar | Winnaar | Runner-up | Runner-up | Derde  | Derde  |
| Competitie         | Aantal  | Jaren   | Aantal    | Jaren     | Aantal | Jaren  |
| Italië             | Italië  | Italië  | Italië    | Italië    | Italië | Italië |
| ------------------ | ------- | ------- | --------- | --------- | ------ | ------ |
| EK voetbal         | 1x      | 2020    | 1x        | 2012      |        |        |
| Confederations Cup |         |         |           |           | 1x     | 2013   |

## Medaille-overzicht Olympische Spelen
| Logo van de Olympische Spelen | Goud | Zilver | Brons | Logo van de Olympische Spelen |
|                               | 0    | 0      | 1     |                               |

## Privéleven
Op 6 april 2017 behaalde Chiellini cum laude zijn master in de richting 'Business Administration' aan de universiteit van Turijn. Tijdens de diploma-uitreiking presenteerde Chiellini zijn masterscriptie: The Business Model of Juventus Football Club in an International Context.